# Aeroportul Young
Aeroportul Young (IATA: NGA, ICAO: YYNG) este un aeroport din Noul Wales de Sud, Australia ce deservește zona Young⁠(d). A fost numit după zona deservită.
Situat la o altitudine de 386 m, aeroportul dispune de o singură pistă. Este operat de Hilltops Council⁠(d).